# Bernard Binlin Dadié
Bernard Binlin Dadié (Assinie, 1916. január 10. – 2019. március 9.) elefántcsontparti író, költő, politikus.

## Élete
1916. január 10-én Assinie-ben született. A Grand Bassam-i katolikus iskolában, majd az Ecole William Ponty-ban folytatta tanulmányait. A szenegáli Dakarban dolgozott a francia kormány alkalmazásában. 1947-ben hazatért, és részt vett a függetlenségi mozgalomban. 1960-ban a francia gyarmati kormányt ellenző tüntetéseken való részvételért 16 hónapig börtönben volt. 1977 és 1986 között az elefántcsontparti kormány kulturális minisztere volt.

## Művei
- Afrique debout (1950)
- Légendes africaines (1954)
- Le pagne noir (1955)
- La ronde des jours (1956)
- Climbié (1956)
- Un Nègre à Paris (1959)
- Patron de New York (1964)
- Hommes de tous les continents (1967)
- La ville où nul ne meurt (1969)
- Monsieur Thôgô-Gnini (1970)
- Les voix dans le vent (1970)
- Béatrice du Congo (1970)
- Îles de tempête (1973)
- Papassidi maître-escroc (1975)
- Mhoi cheul (1979)
- Opinions d'un nègre (1979)
- Les belles histoires de Kacou Ananzè
- Commandant Taureault et ses nègres (1980)
- Les jambes du fils de Dieu (1980)
- Carnets de prison (1981) – details his time in prison
- Les contes de Koutou-as-Samala (1982)

## Magyarul
- Elefántcsontparti történet. Climbié. Regény; ford. Dutkay Magyar Katalin, utószó Karig Sára; Európa, Bp., 1977